# Ранчестер (Вајоминг)
Ранчестер (енгл. Ranchester) град је у америчкој савезној држави Вајоминг.

## Демографија
По попису из 2010. године број становника је 855, што је 154 (22,0%) становника више него 2000. године.
| Група             | 2000.       | 2010.       |
| Белци             | 618 (88,2%) | 753 (88,1%) |
| Афроамериканци    | 0 (0,0%)    | 0 (0,0%)    |
| Азијати           | 0 (0,0%)    | 7 (0,8%)    |
| Хиспаноамериканци | 30 (4,3%)   | 31 (3,6%)   |
| Укупно            | 701         | 855         |